# RCH in het seizoen 1967/68
Het seizoen 1967/1968 was het 13e jaar in het bestaan van de Heemsteedse betaaldvoetbalclub RCH. De club kwam uit in de Eerste divisie en eindigde daarin op een gedeelde 17e plaats, na twee degradatiewedstrijden tegen FC VVV, werd het verblijf in de Eerste divisie met minimaal een seizoen verlengd. Tevens deed de club mee aan het toernooi om de KNVB beker, hierin werd de club in de groepsfase uitgeschakeld.

## Wedstrijdstatistieken

### Eerste divisie
|       | AZ '67 | Blauw-Wit | FC Den Bosch '67 | SC Cambuur | D.F.C. | Eindhoven | Elinkwijk | Haarlem | Heracles | Holland Sport | HVC   | RBC   | SVV   | Velox | Vitesse | De Volewijckers | FC VVV | Willem II |
| ----- | ------ | --------- | ---------------- | ---------- | ------ | --------- | --------- | ------- | -------- | ------------- | ----- | ----- | ----- | ----- | ------- | --------------- | ------ | --------- |
| Thuis | 0 – 2  | 1 – 0     | 0 – 1            | 0 – 1      | 1 – 2  | 2 – 2     | 0 – 0     | 1 – 2   | 3 – 2    | 0 – 2         | 2 – 0 | 1 – 4 | 3 – 4 | 3 – 3 | 0 – 2   | 2 – 1           | 1 – 0  | 2 – 2     |
| Uit   | 4 – 0  | 0 – 0     | 2 – 0            | 3 – 2      | 5 – 2  | 2 – 0     | 2 – 2     | 3 – 1   | 1 – 1    | 1 – 0         | 1 – 0 | 2 – 0 | 2 – 2 | 0 – 2 | 0 – 0   | 3 – 2           | 1 – 3  | 3 – 0     |

### Degradatiewedstrijd
| Degradatiewedstrijd                                                                              | RCH                                           | 3 – 3 (1 – 1, 3 – 3) Na verlenging | FC VVV                                          |
| 23 juni 1968 Plaats: Amersfoort Birkhoven Toeschouwers: 1.500 Scheidsrechter: Janus Aalbrecht    | Gerrie de Goede 30', 65' Herman Seegers 90'   |                                    | 42', 86' Frans Derix 59' Jan Verbong            |
| Degradatiewedstrijd (replay)                                                                     | RCH                                           | 4 – 3 (0 – 2, 3 – 3) Na verlenging | FC VVV                                          |
| 26 juni 1968 Plaats: Arnhem Nieuw-Monnikenhuize Toeschouwers: 2.500 Scheidsrechter: Koen Brouwer | Dick Meijer 48', 107' Gerrie de Goede 52', –' |                                    | 8' Jan Verbong 14' Frans Derix 63' Don Burhenne |

### KNVB beker
| Groepsfase                                       | RCH                                  | 2 – 1 (0 – 1) | Telstar                |
| 31 december 1967 Plaats: Heemstede Sportparklaan | Ruud Geestman Herman Seegers         |               | Gerrie de Goede        |
| Groepsfase                                       | RCH                                  | 2 – 0 (2 – 0) | Haarlem                |
| 25 februari 1968 Plaats: Heemstede Sportparklaan | Gerrie de Goede 15', 40'             |               |                        |
| Groepsfase                                       | EDO                                  | 3 – 2 (2 – 0) | RCH                    |
| 24 maart 1968 Plaats: Haarlem Noordersportpark   | Ferry Kock Dries Hendriks John Burke |               | Dick Meijer Jan Fransz |

## Statistieken RCH 1967/1968

### Eindstand RCH in de Nederlandse Eerste divisie 1967 / 1968
| Stand | Gespeeld | Gewonnen | Gelijk | Verloren | Punten | Doelpunten voor | Doelpunten tegen |
| ----- | -------- | -------- | ------ | -------- | ------ | --------------- | ---------------- |
| 17e   | 36       | 7        | 9      | 20       | 23     | 39              | 65               |

### Topscorers
| #      | Naam             | Goal |
| ------ | ---------------- | ---- |
| 1.     | Gerrie de Goede  | 12   |
| 2.     | Dick Meijer      | 9    |
| 3.     | Jan Fransz       | 4    |
| 3.     | Jan Honout       | 4    |
| 5.     | Ab Koning        | 2    |
| 5.     | Uli Maslo        | 2    |
| 5.     | Hennie Oldenziel | 2    |
| 8.     | Gerritsen        | 1    |
| 8.     | Olof Hendriksen  | 1    |
| 8.     | Herman Seegers   | 1    |
| 8.     | Jan Stoute       | 1    |
| Totaal | Totaal           | 39   |

| #      | Naam            | Goal |
| ------ | --------------- | ---- |
| 1.     | Gerrie de Goede | 3    |
| 2.     | Dick Meijer     | 2    |
| 3.     | Herman Seegers  | 1    |
| Totaal | Totaal          | 6    |

| #      | Naam            | Goal |
| ------ | --------------- | ---- |
| 1.     | Gerrie de Goede | 3    |
| 2.     | Jan Fransz      | 1    |
| 2.     | Dick Meijer     | 1    |
| Totaal | Totaal          | 5    |

## Voetnoten
AZ '67 ·
Blauw-Wit ·
Cambuur ·
FC Den Bosch '67 ·
D.F.C. ·
Elinkwijk ·
Eindhoven ·
Haarlem ·
Heracles ·
Holland Sport ·
HVC ·
RBC ·
RCH ·
SVV ·
Velox ·
Vitesse ·
De Volewijckers ·
FC VVV ·
Willem II